# Bank J. Safra Sarasin
Die Bank J. Safra Sarasin AG (bis 2013 Bank Sarasin & Cie AG) ist eine 1841 gegründete Schweizer Privatbank mit Sitz in Basel, die sich im Besitz der brasilianischen Safra Group befindet.

## Geschäftstätigkeit
Ihre Kernaktivitäten bilden die Anlageberatung und die Vermögensverwaltung für private und institutionelle Kunden sowie das Anlagefondsgeschäft, unter anderem auch mit Nachhaltigkeitsfonds. Anlagestiftungen, Corporate Finance und Finanzanalyse ergänzen das Dienstleistungsangebot. Darüber hinaus war sie mit 57,5 Prozent an der auf Anlage- und Vorsorgeberatung spezialisierten und als Produkt- und Abwicklungsplattform für Kunden von anderen Finanzdienstleistern sowie Direktkunden tätigen bank zweiplus beteiligt, bis sie im Jahr 2022 vollständig übernommen wurde.
Die J. Safra Sarasin-Gruppe beschäftigte teilzeitbereinigt per Ende 2022 2425 Mitarbeitende und verwaltete per Ende 2022 197,9 Milliarden Schweizer Franken Kundenvermögen. Die Bank war von 1987 bis 2013 an der Schweizer Börse SIX Swiss Exchange kotiert.
Neben ihrem Hauptsitz in Basel verfügt die J. Safra Sarasin-Gruppe über Standorte in Bern, Genf, Lugano, Luzern, Zürich, Doha, Dubai, Dublin, Frankfurt am Main, Gibraltar, Guernsey, Hongkong, London, Luxemburg, Monaco, München, Nassau, Panama, Posen, Singapur und Warschau.
Im September 2019 hat sich die Bank als eine der 130 Erst-Unterzeichnerinnen der globalen Bankeninitiative zu den «Prinzipien für Verantwortliches Bankwesen» (PRB) der Vereinten Nationen angeschlossen. Damit verpflichtet sie sich den sechs Grundsätzen der Initiative, der kontinuierlichen Ausrichtung auf die UNO-Ziele für eine nachhaltige Entwicklung (Sustainable Development Goals) und dem Pariser Klimaabkommen.

## Geschichte

### Ursprünge
Die Geschichte der Bank begann in der Mitte des 19. Jahrhunderts. Johannes Riggenbach-Huber, Sohn eines einfachen Arbeiters in einer traditionellen Basler Bandfabrik, machte Karriere im Bankhaus Ehinger vom Lehrling bis zum Teilhaber.
Am 20. Februar 1841 gründete Johannes Riggenbach sein eigenes Unternehmen, das sich dem Handel, der Spedition und dem Bankgeschäft widmete. Schon im zweiten Betriebsjahr schloss sich sein Sohn Friedrich «Fritz» Riggenbach dem väterlichen Unternehmen an, welches er nach dem Tod des Vaters ab 1860 selbst führte. Das Bankhaus florierte und konnte 1876 den Handel am Ring der Basler Börse aufnehmen.
Am 1. Januar 1900 übernahm Alfred Sarasin-Iselin das Unternehmen von Fritz Riggenbach und gründete mit Arthur Streichenberg-Mylius die Kollektivgesellschaft A. Sarasin & Cie. Seitdem blieb Sarasin erhalten als Teil der Firma.
Unter der Führung von Alfred Sarasin entwickelte sich die Bank zu einer der renommiertesten und traditionsreichsten Privatbanken auf dem Schweizer Finanzplatz.

### 1954 bis 2007
Alfred Emanuel Sarasin folgte in verschiedener Hinsicht dem Weg seines Grossvaters: Er engagierte sich weit über das eigene Geschäft hinaus für das Schweizer Bankwesen und präsidierte von 1965 bis 1986 die Schweizerische Bankiervereinigung.
1987 wurde das Unternehmen A. Sarasin & Cie in eine Kommanditaktiengesellschaft mit dem Namen Bank Sarasin & Cie. umgewandelt.
2002 wurde das Haus in eine Aktiengesellschaft umgewandelt. Die niederländische Rabo-Gruppe übernahm ein neuemittiertes Aktienpaket inklusive einer Option zum zusätzlichen Kauf eines Aktienpakets von der bestehenden Aktionärschaft. Als diese Option Ende 2006 ausgeübt wurde, hielt die Rabobank im April 2007 46,1 Prozent am Aktienkapital und mit 68,6 Prozent die Stimmenmehrheit.

### Übernahme durch die Safra Group und Umfirmierung
Am 25. November 2011 wurde bekanntgegeben, dass die brasilianische Safra Group (Joseph Safra) von der niederländischen Rabobank deren Aktienpaket für 1,04 Mrd. Schweizer Franken übernehmen sollte.
Am 3. Januar 2012 teilte Sarasin mit, dass Kundendaten von einem Mitarbeiter der Bank entwendet und unerlaubterweise an externe Dritte weitergegeben wurden. Beim geschädigten Kunden handelte es sich um die Familie des Präsidenten des Direktoriums der Schweizerischen Nationalbank, Philipp Hildebrand. Der Mitarbeiter, der im Bereich des IT-Supports tätig war, wurde entlassen. Er hatte sich der Polizei gestellt. Die Bank Sarasin reichte auch gegen Dritte eine Strafanzeige ein. Die Dokumente spielten eine Schlüsselrolle in der Affäre Hildebrand und dem Rücktritt von Philipp Hildebrand.
Der Verkauf der Mehrheitsanteile an die Safra Holding wurde Ende Juli 2012 abgeschlossen, danach hielt sie 50,15 % des Aktienkapitals und 71,01 % der Stimmrechtsanteile. Ein öffentliches Kaufangebot der Safra für alle sich im Publikum befindenden Namenaktien wurde im Oktober 2012 abgeschlossen, danach hielt die Safra Aktien, die 99,47 % der Stimmrechtsanteile entsprachen. Safra stellte daraufhin eine Kraftloserklärung aller sich noch im Publikum befindenden Namenaktien, die im April 2013 erfolgt ist. Nach Kraftloserklärung wurden die Aktien der Bank auf Antrag von Safra Group per 21. Mai 2013 an der Schweizer Börse SIX Swiss Exchange dekotiert.
Als Teil des anstehenden Zusammenschlusses der Bank Sarasin und der Bank Jacob Safra (Schweiz) AG zur Bank J. Safra Sarasin AG, teilte die Bank am 27. Mai 2013 mit, dass der bisherige Geschäftsführer der Bank J. Safra (Schweiz), Edmond Michaan, Sarasin-Geschäftsführer Joachim H. Strähle mit dem zukünftigen Zusammenschluss ablösen wird.

## Kritik
Sarasin hat über eigene Aktien oder Anlagen von Kunden in das Palmölunternehmen IOI investiert. Fastenopfer und Brot für alle fordern von den Banken – insbesondere von Sarasin und der Credit Suisse – die Menschenrechte und die Nachhaltigkeitsstandards einzuhalten, und diese Einhaltung auch von den Kunden zu verlangen. Die Sarasin beteiligte sich auch an Cum-Ex-Geschäften, mit denen durch Rückerstattung nicht gezahlter Steuern dem deutschen Fiskus hunderte Millionen entgingen. Der frühere Steuerchef der Bank bezeugte gegenüber der Staatsanwaltschaft Köln, er habe die Konstruktion für „steuerlich schwierig“ und „ethisch/moralisch verwerflich“ gehalten, doch seine Bedenken seien „als Geschäftsverhinderung“ angesehen worden.
Nach den Verwicklungen in die HVB-Steueraffäre und den Klagen der Anleger des insolventen Windpark-Bauers Windreich geriet das Bankhaus im Frühjahr 2014 erneut wegen umstrittener Cum-Ex-Geschäfte (sogenanntes Dividendenstripping) in die Schlagzeilen. Die Bank hatte die steuerschädlichen Dividenden-Arbitrage-Fonds, die unter anderem durch den Berater Hanno Berger entstanden, vor allem an Prominente, darunter Carsten Maschmeyer, Clemens Tönnies, Erwin Müller, Veronica Ferres, Mirko Slomka, Matthias Prinz, Peter Schöffel oder den portugiesischen Milliardär Américo Amorim vertrieben, wie Anfang 2014 bekannt wurde. Weitere Kunden waren Helmut Adler (Adler Modemärkte) und Klaus-Peter Schulenberg (CTS Eventim). Die Bank steht unter Verdacht, mit fragwürdigen Geschäften auf ungerechtfertigte Steuergutschriften abgezielt zu haben. Die Risiken waren der Bank offenbar bewusst, wie interne Dokumente belegen. Die Betroffenen beteuern öffentlich, nicht über die Art der Fonds aufgeklärt worden zu sein, und fühlen sich laut Medienberichten getäuscht. Sie haben angekündigt, gegen die Bank zu klagen und Strafanzeige gegen handelnde Personen zu stellen. Bestätigt fühlen sich die Geschädigten durch interne Dokumente der Bank, nach denen die Fonds „im Bereich der Steuerumgehung (…) anzusiedeln“ seien.
Die Süddeutsche Zeitung berichtete im April 2014, die Bank sei deswegen erpresst worden: Ein angeblicher Finanzberater namens Jürgen S. habe im Jahr 2011 eine Summe von 1,5 Millionen Euro von Sarasin gefordert. Sollte ihm das Geld nicht bezahlt werden, drohte er, die deutschen Steuerbehörden über Sarasins Börsendeals zu Lasten des Fiskus zu informieren. Eine Strafanzeige wegen Erpressung stellte Sarasin erst 2014. Gegenüber der NZZ am Sonntag hatte sich Ilan Hayim, Präsident des Verwaltungsrats der Bank Sarasin, bezüglich der sich anbahnenden Klagewelle im Mai 2014 gelassen gegeben: „Materiell sind die Klagen irrelevant. Sie beeinträchtigen unser Geschäft nicht“. Erwin Müller klagte erfolgreich 45 Millionen Euro Schadenersatz von der Bank. Sarasin akzeptierte die Forderung, womit sie rechtskräftig geworden ist.